# Trichoplax adhaerens
Trichoplax adhaerens là đại diện còn tồn tại duy nhất của ngành Placozoa - một nhóm cơ sở của động vật đa bào (Metazoa). Trichoplax là những sinh vật rất phẳng có đường kính 1 mm, không có bất kỳ bộ phận cơ thể hoặc cấu trúc bên trong. Chúng có hai lớp tế bào: lớp biểu mô (epithelioid) trên gồm các "tế bào che phủ" có lông rung phẳng về phía bên ngoài của sinh vật, và lớp dưới được tạo thành từ các tế bào hình trụ có lông rung (tiêm mao) được sử dụng trong vận động, và các tế bào tuyến thiếu lông rung. Giữa các lớp là hợp bào sợi, một khoang chứa chất lỏng mở bởi những sợi hình sao.
Trichoplax ăn bằng cách hấp thụ thức ăn - chủ yếu là vi sinh vật - bằng mặt dưới của chúng. Chúng thường sinh sản vô tính, bằng cách chia đôi hoặc phân chồi, nhưng cũng có thể sinh sản hữu tính. Mặc dù Trichoplax có bộ gen nhỏ so với các động vật khác, gần 87% của 11.514 gen dự đoán là đồng nhất với các loài động vật khác.

## Phát hiện
Trichoplax được nhà động vật học người Đức Franz Eilhard Schulze phát hiện năm 1883 trong một bể cá biển tại Viện động vật học ở Graz, Áo. Tên chi có nguồn gốc từ tiếng Hy Lạp θρίξ (thrix), "lông", và πλάξ (plax), "tấm". Ý nghĩa tên gọi riêng xuất phát từ tiếng Latin "dính chặt", phản ánh xu hướng bám dính của nó vào các tấm kính mang vật và ống hút được sử dụng trong kiểm tra.
Mặc dù từ rất sớm, hầu hết các nhà nghiên cứu khi nghiên cứu Trichoplax đều nhận ra rằng nó không có mối quan hệ gần với các ngành động vật khác, nhưng nhà động vật học Thilo Krumbach lại công bố một giả thuyết cho rằng Trichoplax là một hình thức của ấu trùng planula của loài thủy tức Eleutheria krohni trông giống như hải quỳ vào năm 1907. Mặc dù điều này đã bị Schulze và những người khác bác bỏ, phân tích của Krumbach đã trở thành lời giải thích chuẩn của sách giáo khoa, và không có gì được in trên các tạp chí động vật về Trichoplax cho đến thập niên 1960. Trong năm 1960 và 1970 một sự quan tâm mới của các nhà nghiên cứu dẫn đến sự chấp nhận Placozoa như một ngành động vật mới. Trong số những khám phá mới là nghiên cứu về giai đoạn đầu của sự phát triển phôi và bằng chứng cho thấy loài động vật mà người ta đã nghiên cứu là sinh vật trưởng thành, không phải ấu trùng. Sự chú ý mới được phát hiện này cũng bao gồm nghiên cứu về sinh vật trong tự nhiên.

## Hình thái học
Trichoplax thường có một cơ thể dạng tấm mỏng dẹt tiết diện khoảng 0,5 mm, đôi khi lên đến 2 hoặc 3 mm. Cơ thể thường chỉ dày khoảng 25 µm. Những sinh vật màu xám ít màu sắc này vì thế là trong suốt khi được chiếu sáng từ phía sau, và trong nhiều trường hợp hầu như không thể nhìn thấy bằng mắt thường. Giống như amip đơn bào, mà bề ngoài chúng trông giống, chúng liên tục thay đổi hình dạng bên ngoài. Ngoài ra, thỉnh thoảng chúng có dạng hình cầu. Điều này có thể tạo điều kiện cho sự di chuyển tới môi trường sống mới.
Trichoplax thiếu mô và cơ quan; cũng không có biểu hiện đối xứng cơ thể, vì vậy nó không thể phân biệt trước sau hoặc trái phải. Nó được tạo thành từ vài nghìn tế bào thuộc bốn loại thành ba lớp riêng biệt: các tế bào biểu mô lưng và bụng với một lông rung duy nhất, các tế bào tuyến bụng và các tế bào hợp bào sợi. Nó không có các tế bào giác quan hoặc cơ; nó di chuyển bằng cách sử dụng lông rung trên bề mặt bên ngoài của nó.